# Liste der Bodendenkmale in Heidenau (Sachsen)
In der Liste der Bodendenkmale in Heidenau sind die Bodendenkmale der Gemeinde Heidenau und ihrer Ortsteile nach dem Stand der Auflistung von Harald Quietzsch und Heinz Jacob aus dem Jahr 1982 aufgelistet. Eventuelle Änderungen und Ergänzungen, insbesondere aus der Zeit nach der Wende, sind nicht berücksichtigt, da für Sachsen aktuell keine neueren allgemein zugänglichen Bodendenkmallisten vorliegen. Die Baudenkmale sind in der Liste der Kulturdenkmale in Heidenau (Sachsen) aufgeführt.
| Denkmal-ID | Fundart          | Ortsteil | Bezeichnung | Zeitstellung    | Lage                                                                    | Bemerkungen                                               | Bild |
| ---------- | ---------------- | -------- | ----------- | --------------- | ----------------------------------------------------------------------- | --------------------------------------------------------- | ---- |
| ?          | besonderer Stein | Heidenau | Steinkreuz  | Spätmittelalter | südöstlich des Orts, nördlich an der Uferstraße von Heidenau nach Pirna | mehrere Kreiskreuze eingeritzt, Schutz seit 21. Juni 1972 |      |